# Don Sparks
Don Sparks (San Diego, 24 juni 1951) is een Amerikaans acteur. Hij speelde de rol van matroos Horner in de televisieserie Operation Petticoat. Hij is ook musicus.
Don Sparks is getrouwd met Claudia Hill-Sparks sinds 1998.

## Filmografie
- Reflections of Murder (1974)
- Fairy Tales (1978)
- Ratboy (1986)
- Blind Date (1987)
- Sunset (1988)
- Bad Dreams (1988)
- Andy Colby's Incredible Adventure (1988)
- Big Man on Campus (1989)
- The Julie Show (1991)
- Kinsey (2004)
- Shut Up and Sing (2006)
- P.S. I Love You (2007)
- My Sassy Girl (2008)
- My Own Love Song (2010, niet op aftiteling)

## Televisieseries
- Operation Petticoat (1978-1979), 10 afleveringen
- The Harvey Korman Show (1978)
- The Jeffersons (1981)
- Madame's Place (1982), 4 afleveringen
- Three's Company (1983 en 1984)
- 227 (1985)
- L.A. Law (1986-1993), 8 afleveringen
- Starman (1986)
- Small Wonder (1987 en 1989)
- Cheers (1987)
- Falcon Crest (1987)
- Who's the Boss? (1987)
- Hill Street Blues (1987)
- Matlock (1988)
- Married... with Children (1989), 2 afleveringen
- Freddy's Nightmares (1989)
- Get a Life (1990 en 1991), 3 afleveringen
- Guns of Paradise (1990)
- The Fresh Prince of Bel-Air (1991)
- Quantum Leap (1991)
- Empty Nest (1991)
- Frasier (1995 en 1996)
- Coach (1995)
- Boy Meets World (1996)
- The Naked Truth (1997)
- Law & Order: Special Victims Unit (2000, 2002, 2003 en 2006)
- The Practice (2000 en 2003)
- Ed (2000 en 2002)
- Law & Order (2001, 2003, 2004 en 2008)
- Rescue Me (2004 en 2007), 3 afleveringen
- Third Watch (2005)
- Law & Order: Criminal Intent (2006 en 2007)
- The Black Donnellys (2007)